# Geiswiller-Zœbersdorf
Geiswiller-Zœbersdorf é uma comuna francesa na região administrativa da Grande Leste, no departamento do Baixo Reno. Estende-se por uma área de 5,05 km². Em 2010 a comuna tinha 406 habitantes (densidade: 80,4 hab./km²).
A municipalidade foi estabelecida em 1 de janeiro de 2018 e consiste na fusão das antigas comunas de Geiswiller e Zœbersdorf. A comuna tem sua prefeitura em Geiswiller.